# Hildor Janz
Hildor Erford Janz (* 27. April 1921 in Saskatchewan, Kanada; † 31. März 2007 in Abbotsford, British Columbia, Kanada) war ein kanadischer Sänger in der Stimmlage Tenor, Komponist des Neuen Geistlichen Liedes sowie Mitbegründer und Stimme des Missionswerkes Janz Team.

## Leben
Geboren in einer aus den Niederlanden stammenden mennonitischen Familie in Kanada, wuchs Hildor Janz hier als zweitjüngster neben sieben Brüdern und drei Schwestern auf einer Farm in Saskatchewan auf. In der Familie wurde Plattdeutsch gesprochen. Erste musikalische Erfolge waren beispielsweise der Gewinn eines Radiogesangwettbewerbs.
Nach der Hochzeit mit Olga Penner gingen beide ans Prairie Bible Institute und arbeiteten hier im Musikteam mit. Gemeinsam mit seinen Brüdern Leo und Adolph sowie dessen Schwager Cornie Enns formierte sich 1946 erstmals das Janz-Quartett, das bald über lokale Grenzen hinaus bekannt wurde und schließlich 1951 vom deutschen Ableger des Missionswerkes Jugend für Christus zu einer bundesweiten Evangelisationstour von drei Monaten eingeladen wurde. Die positive Erfahrung dieser Konzertreise spielte nach Hildors Gesangsausbildung in Los Angeles 1954 eine wichtige Rolle bei seiner Entscheidung, mit Leo und beiden Familien dauerhaft nach Europa zu ziehen und hier ein eigenes Missionswerk aufzubauen, das als Janz Team bekannt wurde. Zunächst zogen die Familien nach Basel, um hier bei der Pilgermission St. Chrischona mitzuwirken. Ihre erste Evangelisationsveranstaltung fand anlässlich der Mustermesse Basel statt und dauerte einen Monat. Es folgten zahlreiche solcher Großevangelisationen, unter anderem in der Essener Grugahalle vor bis zu 9500 Zuhörern an jedem Abend. Während Leo Janz dabei vor allem als Sprecher auftrat, übernahm Hildor die musikalische Ausgestaltung der Abende. Seine warme Tenorstimme wurde zum Markenzeichen des Janz Teams, sodass bald unter dem eigenen Label Lieder des Lebens Schallplatten-Singles produziert wurden, die in der gesamten deutschsprachigen Welt Verbreitung fanden und das Janz Team bald international bekannt machten – neben ihrer Heimat Kanada auch in den USA und Südamerika. Aus diesem Grund fanden ab 1965 auch mehrere Evangelisationsreisen nach Brasilien, Paraguay und Argentinien statt. 1976 verließ Hildor Janz das Missionswerk, um sich dienstlich der Seelsorge zu widmen. Allerdings trat er auch weiterhin bei Janz-Team-Veranstaltungen wie der 1980er Evangelisation in Lörrach auf und veröffentlichte diverse Musikalben – darunter auch Raritäten im privaten Familienlabel mit seinen Kindern Gloria, verheiratete Veer, und Daniel Janz. 
Nach jahrzehntelanger Arbeit in Deutschland zog Hildor Janz im Alter wieder zurück nach Kanada und lebte dort bis zu seinem Tod in Abbotsford, British Columbia. Er gilt als einer der beliebtesten Evangeliumssänger weltweit. Hildor und Olga Janz hatten sechs Kinder, davon starb ein Sohn im jugendlichen Alter. Ein weiterer Sohn, Daniel Janz, wurde zunächst in der internationalen christlichen Musikszene im Pop-Duo mit seinem Cousin Paul Janz und später auf dem säkularen Markt mit der Band Deliverance bekannt. Daniels Sohn und Hildor Janz’ Enkel Michael Janz gewann 2006 die Schweizer Castingshow SuperStar und war unter anderem mit der Band Beatbetrieb in Deutschland erfolgreich.

## Diskografie

### Alben
- Mein Erlöser lebt (Janz Team, 1968)
- Ja, das ist wunderbar (Janz Team, 1970)
- Jerusalem: Hildor Janz mit Feldzugschor, Nr. 1 (Janz Team, 1971)
- Gott mit euch (Janz Team, 1973)
- Hildor Janz mit Feldzugschor, Nr. 2 (Janz Team, 1974)
- Hildor Janz mit Feldzugschor, Nr. 3 (Janz Team, 1976)
- Führe du mich (mit: Euro-Chor; Hänssler Music, 1979)
- Jesus lebt (mit: Janz-Team-Evangelisationschor Lörrach 1980; Janz Team, 1981)

### Projektmitwirkung
- Soli Deo Gloria: Weihnachtslieder (Lieder des Lebens)
- Musical-Storys: Noah / David und Goliath (Lieder des Lebens)
- Hardy Schneiders: Freue dich Welt: Singende-klingende Weihnachtszeit (Janz Team, 1972)
- Nils Kjellström: Heilige Nacht (Janz Team, 1975)
- Nils Kjellström: Wunschlieder 1 (Janz Team, 1975?)

### Kollaborationsalben
- Hildor Janz; Harding Braaten: Zwei Solisten (Janz Team, 1975)
- Hildor Janz; Daniel Janz; Gloria Veer: Because Of Christmas Day (Privatlabel Familie Veer; Jahr unbekannt)

### Gastauftritt
- Gloria Veer: One Day At A Time (Privatlabel Familie Veer; 1978)

### Vortragsalben
- Wilhelm Pahls: Religion oder Evangelium? (Jona Verlag)
- Wilhelm Pahls: Ein total neues Leben: Mein Zeugnis / Niemand kommt an Gott vorbei (Jona)
- Wilhelm Pahls: Der Weg zur Errettung (Jona)
- Wilhelm Pahls: Zweimal geboren (Jona)
- Wilhelm Pahls: Was bedeutet das, Jesus aufnehmen? (Jona)

### Compilations
- Folgen will ich Jesus: Janz-Team-Klassiker (Janz Team Music, 1996)
- Durch herrliche Auen: Janz-Team-Klassiker (Janz Team Music, 1997)